# 長吻美洲鱥
長吻美洲鱥（學名：Notropis longirostris），為輻鰭魚綱鯉形目雅羅魚科的其中一種，分布於北美洲美國喬治亞州阿爾塔馬哈河上游流域，從喬治亞州和佛羅里達州的阿巴拉契科拉河到路易斯安那州的密西西比河流域，本魚呈長橢圓形且側扁，眼大、口近下位，側線上方背面和側面呈淡黃色，具有深色的交叉紋路，側現下側和腹側通常是銀色或銀白色，繁殖期魚鰭具有明亮檸檬黃，背鰭邊緣大部分是直的，臀鰭邊緣微缺。背鰭有8條鰭條，胸鰭有14-15條鰭條，臀鰭有7條鰭條。胸部無鱗片，腹部部分有鱗片，側線完整，多筆直，略為下彎，體長可達6.5公分，棲息在沙底質、中小型的河川、池塘，通常在白天活動，屬雜食性，以水生昆蟲、橈足類、藻類等為食，繁殖期在3月至10月，水域溫度約為 17–29 °C，雌魚平均每窩產下15至129個卵，壽命約1到2.5年。